# Барон Колрейн

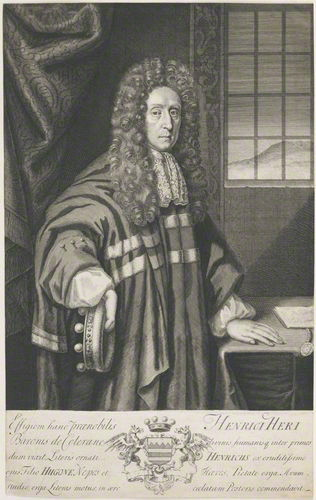
Генри Хар, 2-й барон Колрейн (1636—1708)

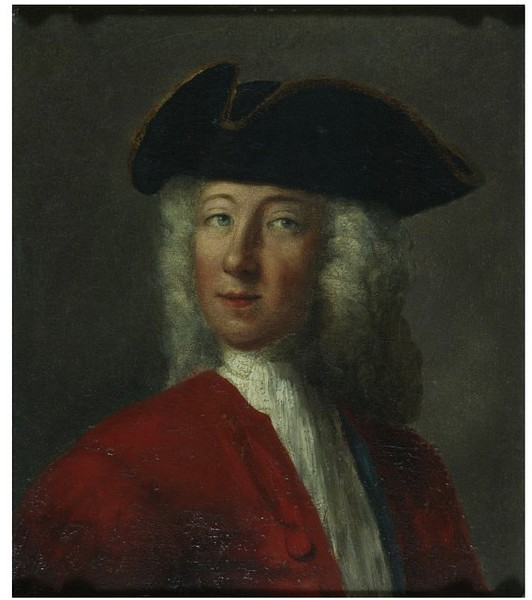
Генри Хар, 3-й барон Колрейн (1693—1749)

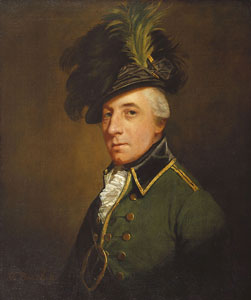
Джордж Хангер, 4-й барон Колрейн (1751—1824)

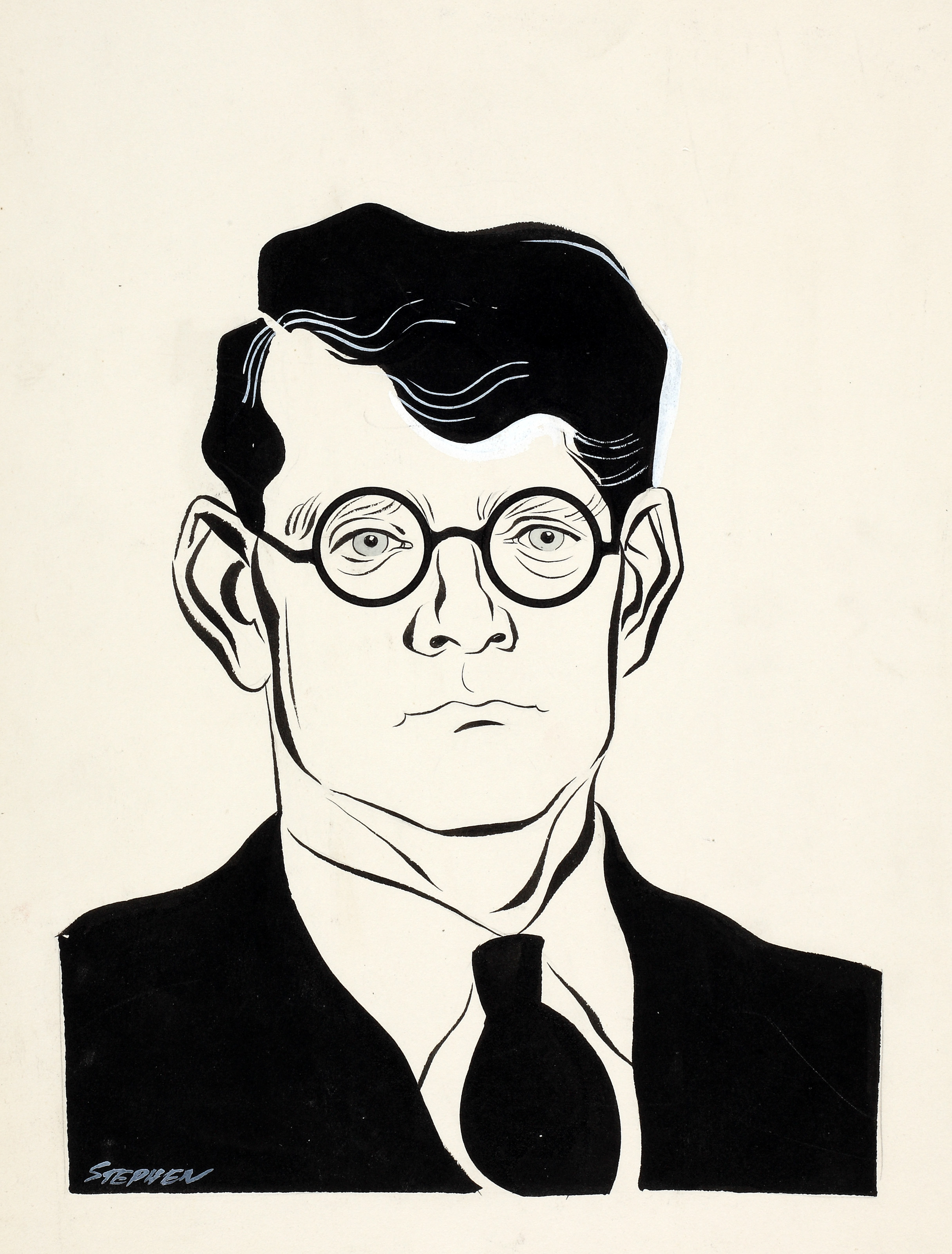
Ричард Лоу, 1-й барон Колрейн (1901—1980)

Барон Колрейн — наследственный дворянский титул, созданный трижды в британской истории (1625 год — Пэрство Ирландии, 1762 год — Пэрство Ирландии и 1954 год — Пэрство Соединённого королевства).

## История
Впервые титул барона Колрейна (Пэрство Ирландии) был создан 31 августа 1625 года для английского придворного Хью Хара (1606—1667). В 1749 году после смерти его правнука, Генри Хара, 3-го барона Колрейна (1693—1749), этот титул прервался.
Вторично титул барона Колрейна (Пэрство Ирландии) был создан 26 февраля 1762 года для Гэбриэла Хангера (1697—1773). Он ранее заседал в Палате общин от Мейдстона (1753—1761) и Бриджуотера (1763—1768). Второй сын последнего, Уильям Хангер, 3-й барон Колрейн (1744—1814), представлял в Палате общин Восточный Ретфорд (1775—1778), Олдборо (1778—1780) и Митчелл (1780—1784). Ему наследовал его младший брат, Джордж Хангер, 4-й барон Колрейн (1751—1824), был военным, политиком и эксцентриком. В 1824 году после смерти Джорджа Хангера баронский титул вновь угас.
16 февраля 1954 года титул барона Колрейна в системе Пэрства Соединённого королевства был воссоздан для консервативного политика Ричарда Лоу (1901—1980), который получил титул барона Колрейна из Хэлтемпрайса в графстве Ист-Райдинг-оф-Йоркшир. Он был младшим сыном бывшего премьер-министра Великобритании Эндрю Бонара Лоу. Ричард Лоу заседал в Палате общин от Юго-Западного Кингстона-апон-Халла (1931—1945), Южного Кенсингтона (1945—1950) и Хэлтемпрайса (1950—1954), занимал посты финансового секретаря военного министерства (1940—1941), парламентского заместителя министра иностранных дел (1941—1943), государственного министра иностранных дел (1943—1945) и министра образования (1945). 
По состоянию на 2024 год носителем титула является внук первого барона, Джеймс Питер Бонар Лоу, 3-й барон Колрейн (род. 1975), который сменил своего отца в 2020 году.

## Бароны Колрейн, первая креация (1625)
- 1625—1667: Хью Хар, 1-й барон Колрейн[англ.] (1606 — 19 октября 1667), сын сэра Николаса Хара (ок. 1484—1557);
- 1667—1708: Генри Хар, 2-й барон Колрейн[англ.] (21 апреля 1636 — 15 июля 1708), старший сын предыдущего;
  - Достопочтенный Хью Хар[англ.] (1668—1707), старший сын предыдущего;
- 1708—1749: Генри Хар, 3-й барон Колрейн[англ.] (10 мая 1694 — 10 августа 1749), старший сын предыдущего.

## Бароны Колрейн, вторая креация (1762)
- 1762—1773: Гэбриэл Хангер, 1-й барон Колрейн[англ.] (9 января 1697 — 27 января 1773), сын сэра Джорджа Хангера[1];
- 1773—1794: Джон Хангер, 2-й барон Колрейн (3 апреля 1743 — 4 декабря 1794), старший сын предыдущего;
- 1794—1814: Уильям Хангер, 3-й барон Колрейн[англ.] (6 августа 1744 — 11 декабря 1814), младший брат предыдущего;
- 1814—1824: Джордж Хангер, 4-й барон Колрейн[англ.] (13 октября 1751 — 31 марта 1824), младший брат предыдущего.

## Бароны Колрейн, третья креация (1954)
- 1954—1980: Ричард Кидстон Лоу, 1-й барон Колрейн[англ.] (27 февраля 1901 — 15 ноября 1980), младший (четвертый) сын бывшего премьер-министра Великобритании Эндрю Бонара Лоу (18758-1923)[2];
- 1980—2020: Джеймс Мартин Бонар Лоу, 2-й барон Колрейн (8 августа 1931 — 4 октября 2020), старший сын предыдущего[3];
- 2020 — настоящее время: Джеймс Питер Бонар Лоу, 3-й барон Колрейн (род. 23 февраля 1975), единственный сын предыдущего;
  - Наследник титула: достопочтенный Эндрю Лоу (род. 1933), дядя предыдущего.